# 루마니아 국립 경제대학교
 루마니아 국립 경제대학교(Academia de Studii Economice)는 루마니아의 수도 부쿠레슈티에 있는 4년제 국립 대학교이며 1913년 4월 9일에 첫 개교되었다.

## 같이 보기
- 부쿠레슈티 대학교
- 바베시 볼리야이 대학교